# Der Feldherrnhügel (Theaterstück)
Der Feldherrnhügel ist eine Militärkomödie der beiden Autoren Alexander Roda Roda und Carl Rössler, die 1909 uraufgeführt wurde. Darin werden die Kuriositäten der Donaumonarchie und des k.u.k. Offizierskorps in liebevoller Art aufs Korn genommen. Sowohl für Roda Roda als auch Rössler bedeutete das Stück trotz anfänglicher Probleme mit den Zensurbehörden den künstlerischen Durchbruch.

## Inhalt
Anlässlich des 200-jährigen Regimentsjubiläums findet eine Gefechtsübung sowie eine Inspektion des Regiments durch den Korpskommandanten und Herzog Karl Eberhard von Friesland statt. Unerwartet erscheint auch noch der inkompetente Kurfürst von Vicenza am Ort des Geschehens, fest entschlossen, sich diese Feierlichkeit nicht entgehen zu lassen. Der Regimentskommandant Oberst von Leuckfeld ist des militärischen Lebens überdrüssig und sieht die erhöhte Aufmerksamkeit als Chance, durch intensives „Patzen“ seine vorzeitige Pensionierung zu erreichen. Obwohl der Oberst in verschiedensten komischen Verwicklungen sein Möglichstes zur Erreichung dieses Ziels tut, kommt es am Schluss ganz anders: Zwar ist der Korpskommandant zu Recht mit der Durchführung des Manövers äußerst unzufrieden, verstummt jedoch, als der Kurfürst von Vicenza, der das Manöver in amouröser Zweisamkeit mit der Künstlerin Frau von Landiesen „verschlafen“ hatte, dazutritt und die Durchführung in höchsten Tönen lobt. Schließlich verkündet Vicenza auch noch, dass er den Oberst für den Generalsrang empfehlen wird.

## Verfilmungen
Die erste Verfilmung des Stücks fand bereits im Jahr 1926 als Stummfilm unter der Regie von Erich Schönfelder und Hans Otto Löwenstein statt. Alexander Roda Roda selbst spielte den Korpskommandanten. Auch im zweiten Spielfilm im Jahr 1932, bereits mit Ton und unter der künstlerischen Leitung von Eugen Thiele, trat Roda Roda in dieser Rolle auf. 1953 folgte dann die bis heute beliebteste Verfilmung der Komödie unter Ernst Marischka, die mit Paul Hörbiger, Hans Holt, Susi Nicoletti, Heinz Conrads, Ernst Waldbrunn u. v. a. in Haupt- und Nebenrollen ein wahres Feuerwerk an Stars der Nachkriegszeit aufbot. Im Jahr 1964 folgte noch ein Fernsehfilm von Karl Farkas und ein weiterer 1970 von Georg Wildhagen.

## Trivia
Trotz anfänglicher Genehmigung des Stücks wurde bereits im Jahr 1910 ein Aufführungsverbot des Feldherrnhügels in Österreich-Ungarn ausgesprochen. Der zuständige Zensurbeamte soll damals Roda Roda und Rössler mitgeteilt haben, dass das Stück nicht mehr aufgeführt werde, „so lange die österreichisch-ungarische Monarchie besteht“. Rössler tröstete daraufhin seinen Mitautor: „Kränk dich nicht, Roda, die paar Wochen wart' ma halt noch.“

## Ausgaben
- Der Feldherrnhügel: Mit über 170 Fußnoten zum besseren sprachlichen und historischen Verständnis. edition:nihil.interit, Wien 2019, ISBN 978-1-67103-051-0.
- Der Feldherrnhügel. Wien 2019, ISBN 978-3-7394-7750-3.